# 賽普雷斯 (佛羅里達州)
賽普雷斯（英語：Cypress）是位於美國佛羅里達州傑克遜縣的一個非建制地區。該地的面積和人口皆未知。

## 地理
賽普雷斯的座標為30°42′47″N 85°04′26″W / 30.71306°N 85.07389°W，而該地的平均海拔高度為4米（即13英尺）。